# Piotrków Borowski
Piotrków Borowski (do roku 1945 niem. Petrigau) – wieś w Polsce położona w województwie dolnośląskim, w powiecie strzelińskim, w gminie Borów.

## Podział administracyjny
W latach 1975–1998 miejscowość administracyjnie należała do województwa wrocławskiego.

## Demografia
Według Narodowego Spisu Powszechnego (III 2011 r.) liczył 216 mieszkańców.